# Blåsbogården

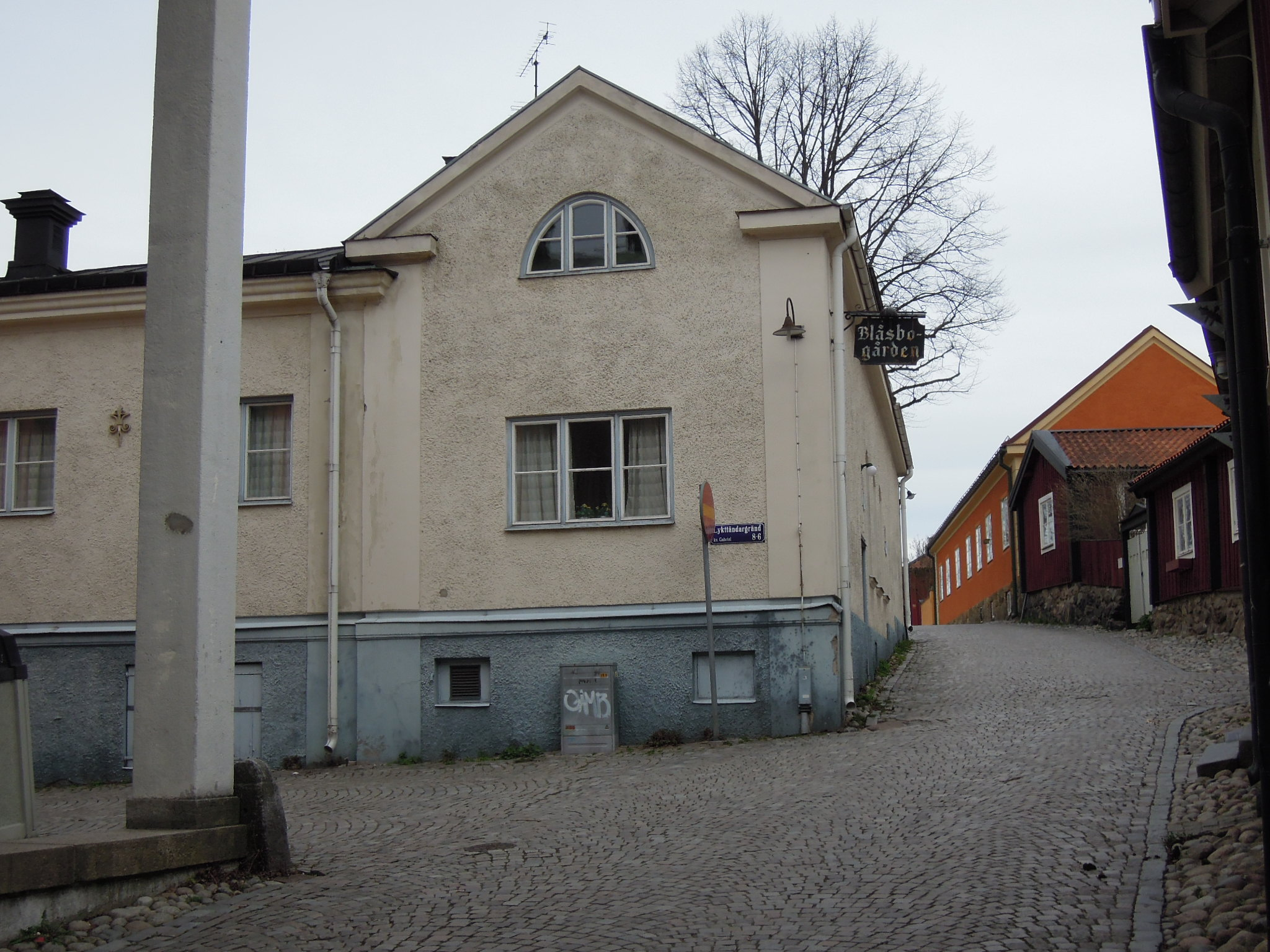
Blåsbogården.

Blåsbogården i Västerås, ligger i hörnet av Blåsbogatan och Lykttändargränd. Huset byggdes 1887 och inrymde då lärarinneseminariet. Sedan byggdes gården om och blev 1902 Västerås första Folkets hus. Nästa ombyggnad skedde 1920 efter ritningar av Viktor Segerstedt. Efter denna ombyggnad fick byggnaden en utpräglad jugendkaraktär med nationalromantiska drag. Byggnadens yttre har senare förändrats vid olika tillfällen. Påtagligast är förändringen mot Lykttändargränd där fyra nya fönster satts in. Mot Blåsbogatan har en dörr tillkommit, i övrigt har fasaden sitt ursprungliga utförande. Övriga fasader har kvar sin stil från 1920 och många tidstypiska detaljer fanns 2009 kvar.
Enligt gällande detaljplan har Blåsbogården mycket höga kulturhistoriska och arkitektoniska värden och ska bevaras till såväl sin exteriör som interiör.
Blåsbogården är platsen för bildandet av föreningen Västerås SK.  Numera inhyser lokalerna en förskola samt diverse övrig föreningsverksamhet.